# Rosa (Thuringe)
Pour les articles homonymes, voir Rosa.
Rosa est une municipalité allemande du land de Thuringe, dans l’arrondissement de Schmalkalden-Meiningen, au centre de l’Allemagne.